# Hoffmann & Hoffmann
Hoffmann & Hoffmann waren ein deutsches Gesangs- und Autorenduo auf dem Gebiet des Schlagers. Es bestand aus Michael Hoffmann (* 3. Dezember 1950 in Karlsruhe) und seinem Bruder Günther (nach anderen Schreibweisen auch Günter) Hoffmann (* 4. Oktober 1951 in Karlsruhe; † 15. März 1984 in Rio de Janeiro).

## Werdegang
Die Brüder musizierten schon während der Schulzeit zusammen. Mit ihrem ersten großen Hit Himbeereis zum Frühstück, der deutschen Version des Bellamy-Brothers-Hits Crossfire, traten sie am 17. September 1977 in der ZDF-Disco auf. Am 11. Februar 1980 folgte ein Auftritt in der 126. ZDF-Hitparade mit dem Titel Alles, was ich brauche, bist Du, der deutschen Version von Alan Sorrentis Tu sei l’unica donna per me.
Am 23. April 1983 nahmen die beiden für Deutschland am 28. Eurovision Song Contest teil. Ihr Titel Rücksicht erreichte Platz fünf. In den deutschen Charts erreichte die Single Platz acht. Der erhoffte Erfolg blieb danach allerdings aus. Günther Hoffmann nahm sich nach einer gescheiterten Beziehung im Jahr darauf am 15. März 1984 im Alter von 32 Jahren in Rio de Janeiro das Leben.
Michael Hoffmann war Ende der 1980er Jahre noch als Sänger aktiv; unter anderem trat er am 18. Juni 1986 in der 201. ZDF-Hitparade mit dem Titel Mich hat noch nie in meinem Leben jemand so verrückt gemacht auf und nahm 1987 mit dem Titel Ich geb’ nicht auf noch einmal an einer deutschen Vorentscheidung zum Eurovision Song Contest teil, allerdings erfolglos. Seit einigen Jahren produziert Michael Hoffmann spirituelle und meditative Musik.

## Diskografie

### Alben
- 1977: Keiner weiß von unserer Liebe
- 1977: Himbeereis zum Frühstück
- 1979: Mit den Füßen im Feuer
- 1980: In deiner Straße
- 1982: Entflogen
- 1983: Hoffmann & Hoffmann

### Singles (Auswahl)
- 1976: Rose of Cimarron (Trag mich zu den Sternen) / Ein paar hundert Mal
- 1977: Alt genug / Schön war dieser Tag
- 1977: Keiner weiß von unserer Liebe / Augen zu
- 1977: Himbeereis zum Frühstück / Du hast ihm die Wahrheit gesagt
- 1978: Bind’ den Bernhardiner an / Wo kommst du her, Marie Madeleine
- 1978: Die Zeitmaschine, Part I / Part II
- 1979: Alles was ich brauche bist du / Die alte Mühle
- 1979: Amerika / Eine Wolke am Hut
- 1979: Mit den Füßen im Feuer / Zwei dutzend Wege
- 1980: Wenn ich dich verlier’ / Nimm den nächsten Zug nach Wuppertal
- 1980: Warten / Wind im Gesicht
- 1981: Ein Engel unter’m Dach / Ich wär so gern bei dir
- 1982: Ich spür dich nicht mehr / Hilf mir
- 1983: Rücksicht / Entflogen (Grand Prix 1983)

## Solo-Diskografie Michael Hoffmann

### Singles (Auswahl)
- 1985: Ich sehn’ mich so / Und eine Möwe stürzt ins Wasser
- 1986: Mich hat noch nie in meinem Leben, jemand so verrückt gemacht / Der Mond spiegelt sich im See
- 1987: Ich geb’ nicht auf / Tiefsee
- 1989: Das ist unsere Nacht / Es gibt da einen Weg

## Auszeichnungen
- 1977: Silberner Bravo Otto